# Боргоново Вал Тидоне
Боргоно̀во Вал Тидо̀не (на италиански: Borgonovo, на местен диалект Burgnöv, Бургъньов) е градче и община в северна Италия, провинция Пиаченца, регион Емилия-Романя. Разположено е на 114 m надморска височина. Населението на общината е 7713 души (към 2010 г.).